# Joseph-Marie Kownacki
Józef Marian Kownacki, né le 27 mars 1806 à Płock et mort le 19 janvier 1908  à Joinville-le-Pont, est un soldat polonais.

## Biographie
Fils de Jozef Kownacki et Hélène Kulpinska, Kownacki étudie à l'école de Varsovie. En 1830, il s'engage sous les ordres du général Józef Dwernicki lors de l'insurrection de Novembre. Nommé sous-lieutenant de chasseurs à cheval, il prend part à de nombreux combats contre les Russes (dont la bataille de Grochów).
Après la défaite, Kownacki se réfugie en Autriche. Il retourne en Pologne mais ne s'y sentant pas en sécurité, il entreprend un voyage à travers l’Europe qui le conduit en 1834 en France à Dijon.
Il est alors ingénieur à la construction de la ligne Orléans-Bourgespuis travaille pour le musée d'Orléans. Il participe, avec d’autres anciens dignitaires polonais, à la vie de la communauté d’exilés en France, comme au bal de l'École-Militaire en mai 1852, où il retrouve le prince Adam Jerzy Czartoryski, le général Casimir Skarżyński ou le dernier généralissime de l'armée polonaise, le général Maciej Rybiński . 
Il se marie en mars 1840 avec Alexandrine Bullet, à Orléans et s'établit professeur de dessin à Noyon jusqu'en 1887. Il se retire enfin à Joinville-le-Pont, avec son fils et sa famille.
Il est mort chez sa fille, à près de 102 ans. Son éloge funèbre fut prononcée par Władysław Mickiewicz et Władysław Zamoyski.

## Distinction
- Chevalier Croix d’Argent de Ordre militaire de Virtuti Militari